# Hans Ludewig
Hans Alexander Ludewig (* 29. April 1875 in Grumbach, Kreishauptmannschaft Dresden; † nach 1934) war ein deutscher Manager der Chemischen Industrie.

## Leben
Hans Ludewig besuchte das Realgymnasium und studierte anschließend Chemie an der Technischen Hochschule Dresden, wo er sich der Akademischen Verbindung Polyhymnia, dem späteren Corps Altsachsen, anschloss. Nach Abschluss des Studiums als Diplom-Chemiker und Promotion zum Dr. phil. trat er als Chemiker in die Chemische Fabrik v. Heyden ein und war in der Folge Betriebsleiter in den beiden Werken Radebeul und Weißig. 1923 wurde er neben Wilhelm Lax 1923 als weiterer technischer Direktor der Gesellschaft. Nach dem Ausscheiden von Wilhelm Lax verantwortete er seit 1932 im Vorstand den Geschäftsbereich Oberleitung aller Fabrikationsbetriebe.
Ludewig war Vorstandsmitglied der Sektion II der Berufsgenossenschaft der Chemischen Industrie. Als Kriegsteilnehmer des Ersten Weltkriegs wurde er mit dem Eisernen Kreuz II. und I. Klasse, dem Albrechts-Orden II. Klasse mit Schwertern und dem Sächsischen Verdienstorden mit Schwertern ausgezeichnet.